# عقد 1810 في علم الاجتماع
هذه أهم الاحداث التي تهم الدراسات وعلم السوسيولوجيا في العقد الثاني من القرن 19.

## 1813
أحداث
- هنري دو سان سيمون ينشر مؤلف علم وظائف الأعضاء الاجتماعية [(Physiologie socia

## 1816
أحداث
- Philosopher جورج فيلهلم فريدريش هيغل's علم المنطق is published.

ولادات
- موريس بلوك (February 18, 1816 – يناير, 9 1901)
- John Woolley (February 28, 1816 – 11 يناير 1866)
- شارلوت برونتي (April 21, 1816 – March 31, 1855)
- فيليب جيمس بيلي (April 22, 1816 – September 6, 1902)
- غريس أغيلار (June 1816 – September 16, 1847)
- Sir John Brown (دجنبر 6, 1816 – دجنبر 27, 1896)

وفيات
- صموئيل هود (دجنبر 12, 1724 – يناير 27, 1816)
- ريتشارد برينسلي شيريدان (October 30, 1751 – July 7, 1816)
- جافريلا ديرزهافين (July 14, 1743 – July 20, 1816)

## 1817
أحداث
- دافيد ريكاردو's Principles of Political Economy and Taxation ينشر.
- هنري دو سان سيمون's L'Industrie is started.

## 1818
أحداث
- Louis-Gabriel de Bonald's Recherches philosophiques sur les premiers objets des connaissances morales is published.

ولادات
- كارل ماركس (May 5, 1818 – March 14, 1883)

## 1819
أحداث
نشر المنظم L'organisateur لمؤلفه هنري دو سان سيمون